# Iglesia apostólica luterana de América
La Iglesia Luterana Apostólica de América (ALCA) es una iglesia luterana establecida en Estados Unidos por estadounidenses de origen finlandés en el siglo XIX. 

## Historia
Los finlandeses que llegaron principalmente desde el norte de Noruega , fueron absorbidos por la Iglesia Luterana Estatal. Sin embargo, hubo un número de ellos que se unieron a una fracción liderada por el clérigo Lars Levi Laestadius, de Pajala , Suecia. Finalmente, había demasiadas discusiones entre estos y los otros luteranos y algunos de los seguidores de Laestadius fueron excluidos de los sacramentos. Bajo la dirección de Salomon Korteniemi los excluidos formaron en Cokato, Minesota una congregación propia en diciembre de 1872, bajo el nombre de la Salomon Korteniemi Lutheran Society (En español: Sociedad luterana Salomon Korteniemi). En 1879 el nombre fue cambiado por Congregación Luterana Apostólica finlandesa, se organizaron congregaciones de finlandeses en Massachusetts, Míchigan, Minnesota y Oregón, uniéndose con el nombre de Iglesia Luterana Apostólica de Finlandia o como se le suele llamar, la Iglesia Luterana Apostólica.

## Doctrina
En general, el ALCA acepta los credos de la Iglesia Evangélica Luterana, aunque pone énfasis en la necesidad de la regeneración y la importancia práctica de la absolución del pecado. La mayoría de la doctrina de la fe luterana apostólica se basa en el Catecismo Menor de Lutero, una colección de enseñanzas de Martín Lutero.

## Organización
Esta Iglesia tiene un poco más de 50 congregaciones en Estados Unidos distribuidas en los Estados de Míchigan, Minnesota, Washington, New Hampshire y Dakota y en varios otros países, como Canadá (principalmente en la Provincia de Saskatchewan) y Finlandia. La organización nacional se rige por un consejo electo (la Junta Central), que se reúne periódicamente en diversos lugares en todo Estados Unidos y Canadá, y las iglesias miembros de manera individual se rigen por los consejos electos. El ALCA no tiene instalaciones de sede central.

## Membresía
En 2009, se estimó que pertenecían a la denominación un total de 6.000 miembros bautizados. Sus ministros son en su mayoría predicadores laicos.